# Ioachim Moldoveanu
Constantin Ioachim Moldoveanu (Ocna Mureș, 17 d'agost de 1913 - 31 de juliol de 1981) fou un futbolista romanès actiu entre les dècades de 1930 i 1940.
Disputà 11 partits amb la selecció de futbol de Romania, amb la qual també participà en el Mundial de 1938. Pel que fa a clubs, defensà els colors del FC Rapid București.